# Fintona

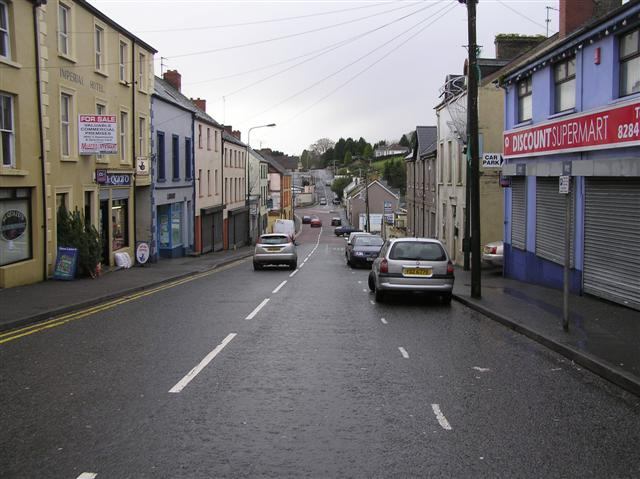
Hoofdstraat van Fintona

Fintona is een plaats in het Noord-Ierse graafschap County Tyrone. De plaats telt 1.359 inwoners.
Coalisland · Dungannon · Fintona · Omagh